# Gnoriste macra
Gnoriste macra är en tvåvingeart som beskrevs av Oskar Augustus Johannsen 1912. Gnoriste macra ingår i släktet Gnoriste och familjen svampmyggor. Inga underarter finns listade i Catalogue of Life.